# Cascina Grazzano
La cascina Grazzano è una cascina nel comune italiano di Ossago Lodigiano. Costituì un comune autonomo fino al 1841.

## Storia
Grazzano era una località del contado di Lodi, attestata per la prima volta nel 1284.
In età napoleonica (1809-16) Grazzano fu frazione di Ossago, recuperando un'effimera autonomia con la costituzione del Regno Lombardo-Veneto. Fu aggregata definitivamente ad Ossago nel 1841.